# Maccastorna
Maccastorna – miejscowość i gmina we Włoszech, w regionie Lombardia, w prowincji Lodi.
Według danych na rok 2004 gminę zamieszkiwały 64 osoby, 12,8 os./km².